# Allard Lindhout
Allard Lindhout (* 11. September 1987 in Warmond, Teylingen) ist ein niederländischer Fußballschiedsrichter.
Lindhout leitet seit der Saison 2010/11 Spiele in der Eerste Divisie und seit der Saison 2014/15 Spiele in der Eredivisie. In beiden Ligen hatte er bereits je über 140 Einsätze.
Seit 2020 steht er auf der Liste der FIFA-Schiedsrichter (seit 2021 auch als Videoschiedsrichter) und leitet internationale Fußballspiele. Im Juni 2022 debütierte er in der Nations League, im September 2022 in der Europa Conference League. Seit der Saison 2023/24 zählt er zur Gruppe der UEFA-First-Category-Schiedsrichter. Daraufhin debütierte er im September 2023 in der Europa League (im ersten Gruppenspiel zwischen Olympiakos Piräus und dem SC Freiburg). 